# 遠藤胤充
遠藤 胤充（えんどう たねみつ、享保7年（1722年） - 延享2年10月21日（1745年11月14日））は、江戸時代中期の近江国三上藩の初代藩主・遠藤胤親の次男である。
享保7年（1722年）に生まれる。兄に胤将がいたため家督を継ぐことはなく、また他家へ養子に出ることもなかった。延享2年（1745年）10月21日、兄に先立って死去した。享年24。戒名は善巧院殿釈素翁。胤将には子がなかったため、その死後に胤充の弟の胤忠が家督を継いだ。